# キングスマウンテン (ノースカロライナ州)
キングスマウンテン（英: Kings Mountain）は、アメリカ合衆国ノースカロライナ州クリーブランド郡とガストン郡に跨る都市である。市域の大部分はクリーブランド郡に入っている。シャーロット大都市圏の小さな郊外都市である。2010年国勢調査での人口は10,296 人だった。

## 歴史
キングスマウンテンとなった開拓地は当初「ホワイトプレーンズ」と呼ばれていたが、1874年に市として法人化されたときに改名された。この地域はサウスカロライナ州ヨーク郡にあるアメリカ独立戦争のキングスマウンテンの戦いがあった場所に近いことから、「キングスマウンテン」が適切な名称だと判断された。
キングスマウンテン市内のアメリカ合衆国国家歴史登録財としては、セントラルスクール歴史地区、キング通り跨線橋、マーグレース・ミル・ビレッジ歴史地区、ジェイコブ・S・モーニー記念図書館と教員住宅、サザン鉄道社跨線橋、ウェストエンド歴史地区がある。

## 地理

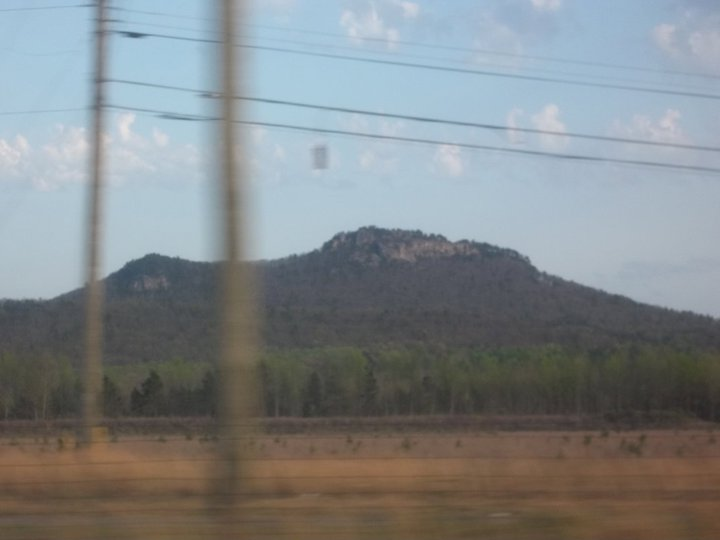
キングス・ピナクル

キングスマウンテンは北緯35度14分39秒 西経81度20分33秒 / 北緯35.24417度 西経81.34250度 (35.244105, -81.342544)に位置している。州間高速道路85号線を使ってシャーロット市の西30マイル (48 km) にある。やはり85号線を使ってサウスカロライナ州ガフニー市は南西21マイル (34 km) にある。
アメリカ合衆国国勢調査局に拠れば、市域全面積は12.6平方マイル (32.6 km2)であり、このうち陸地12.3平方マイル (31.9 km2)、水域は0.23平方マイル (0.6 km2)で水域率は1.98%である

## 人口動態
以下は2000年国勢調査による人口統計データである。
| 基礎データ - 人口: 9,693 人 - 世帯数: 3,821 世帯 - 家族数: 2,674 家族 - 人口密度: 458.1人/km2（1,187.1 人/mi2） - 住居数: 4,064 軒 - 住居密度: 192.1軒/km2（497.7 軒/mi2） 人種別人口構成 - 白人: 74.85% - アフリカン・アメリカン: 21.55% - ネイティブ・アメリカン: 0.15% - アジア人: 1.81% - 太平洋諸島系: 0.02% - その他の人種: 0.63% - 混血: 0.99% - ヒスパニック・ラテン系: 1.43% 年齢別人口構成 - 18歳未満: 25.3% - 18-24歳: 7.4% - 25-44歳: 27.3% - 45-64歳: 22.4% - 65歳以上: 17.6% - 年齢の中央値: 38歳 - 性比（女性100人あたり男性の人口） - 総人口: 85.9 - 18歳以上: 80.4 | 世帯と家族（対世帯数） - 18歳未満の子供がいる: 30.7% - 結婚・同居している夫婦: 49.4% - 未婚・離婚・死別女性が世帯主: 17.2% - 非家族世帯: 30.0% - 単身世帯: 26.8% - 65歳以上の老人1人暮らし: 12.6% - 平均構成人数 - 世帯: 2.47人 - 家族: 2.98人 収入と家計 - 収入の中央値 - 世帯: 31,415米ドル - 家族: 39,137米ドル - 性別 - 男性: 32,444米ドル - 女性: 22,201米ドル - 人口1人あたり収入: 15,920米ドル - 貧困線以下 - 対人口: 19.2% - 対家族数: 13.4% - 18歳未満: 29.2% - 65歳以上: 20.7% |

## 交通
2010年4月20日、グレイハウンドが定期都市間バスの運行を始めた。バス停は州間高速道路85号線に近いヨーク道路726のバトルグラウンド・ペトロリアムにある。85号線に近い所にあるということが、近くのガストニアからバス停をここに移した主要因になった。